# Čechynce
Čechynce es un municipio del distrito de Nitra en la región de Nitra, Eslovaquia, con una población estimada a final del año 2024 de 1273 habitantes.
Se encuentra ubicado en el centro-oeste de la región, en el valle del río Nitra (cuenca hidrográfica del Danubio) y cerca de la frontera con la región de Trnava.

## Demografía
| Año        | 1994 | 2004    | 2014    | 2024     |
| ---------- | ---- | ------- | ------- | -------- |
| Población  | 1038 | 1030    | 1102    | 1273     |
| Diferencia |      | −0,77 % | +6,99 % | +15,51 % |

| Año        | 2023 | 2024    |
| ---------- | ---- | ------- |
| Población  | 1265 | 1273    |
| Diferencia |      | +0,63 % |